# Nong Khiaw
 (août 2022).
Nong Khiaw est un village du Laos situé dans la province de Luang Prabang, dans le district de Ngoy.  
Nong Khiaw est une destination touristique. Il y a des sentiers pédestres ou encore des pistes cyclables à proximité du village. Son principal atout repose sur la vie communautaire.

## Localisation
Nong Khiaw se situe au bord de la rivière Nam Ou qui, grâce au pont, relie le village a Sophoun. Nong Khiaw se situe à 3 heures de route de Luang Prabang. Nong Khiaw est composé de ruelles, les routes sont un mélange de sable et de gravillons. Cette ville est entourée de montagnes et d’une jungle. La végétation envahie les rues et nous pouvons observer la jungle depuis tous les points de vue de la ville. Nous pouvons aussi retrouver un pont en métal de style Eiffel surplombant la rivière Nam Ou qui traverse le village.
Le village est divisé en deux parties :  une rive touristique avec des guesthouses, des restaurants et des agences de trekking. Le tourisme est en expansion depuis peu dans ce village, il y a une multiplication des hôtels le long de la rivière. Une autre rive plus locale abritant des écoles, le secteur administratif, le marché et d’autres commerces locaux. L’artisanat traditionnel est très présent, nous retrouvons un centre de tissage.  

## Tourisme
Il y a plusieurs sites touristiques tel que le Nong Khiaw Bridge qui est un pont reliant les deux rives du village ou encore, la randonnée des « 100 cascades » : il s’agit d’un ensemble de quelques dizaines de cascades et de sites de baignades.   

## Population
Le village de Nong Khiaw à une population approximative de 3500 habitants.

## Éducation[1]
Par manque de locaux et de revenus due à une école très coûteuse, une classe a été créée grâce à un Laotien et une française déterminées pour apprendre l’anglais aux enfants du village. 
L'école NK English School a été créée par Mélissa Lansmant, et a été ouverte le 18 février 2019. En 2021 elle fait une campagne pour pouvoir financer cette école. 
Des dons ont été fait comme : du matériel scolaire, des manuels et des livres en tout genre et grace a des entreprises tel que Maped ou encore l'association Big Brother Mouse les enfants du Laos peuvent avoir une bonne éducation et pouvoir travailler plus tard.
Mélissa a réussi à récolter de l'argent grâce à la cagnotte. Avec cette argent des bénévoles venues enseigner les enfants du Laos peuvent être loger sur place.

## Transport
Autrefois, le seul moyen de se rendre à Nong Khiaw était en bateau depuis Luang Prabang ou Muang Khua, près de la frontière vietnamienne. Depuis 2017, ce n'est plus le cas en raison de la construction de barrages sur la rivière Nam Ou. Une route est aussi présente de Pak Mong à Hat Sao. Le village est bien connu au Laos en raison du pont, qui a été donné par la Chine, qui relie les deux parties de la ville. Le pont vous offre une vue magnifique sur la rivière Nam Ou et les rochers, les montagnes et les collines qui l'entourent sont à couper le souffle. Désormais, il existe un bus touristique qui part de la gare routière Sud. Le ticket coûte 50 000 kips soit à peu près 2.15 euros.
1. ↑  Mélissa Lansmant, Construis-moi une école, Tampere, Finlande, Atramenta, 2021, 200 p. (ISBN 978-952-390-011-0).